# ژاک-آرسن د آرسنوال
ژاک-آرسن د آرسنوال (فرانسوی: Jacques-Arsène d'Arsonval‎؛ ۸ ژوئن ۱۸۵۱ – ۳۱ دسامبر ۱۹۴۰) فیزیکدان فیزیولوژیست و مخترع اهل فرانسه بود. وی گالوانومتر را تکمیل و در رشتهٔ طب نیز تحقیقاتی کرده‌است.
وی همچنین برندهٔ جوایزی همچون لژیون دونور (صلیب بزرگ) شده‌است.